# Matarnia

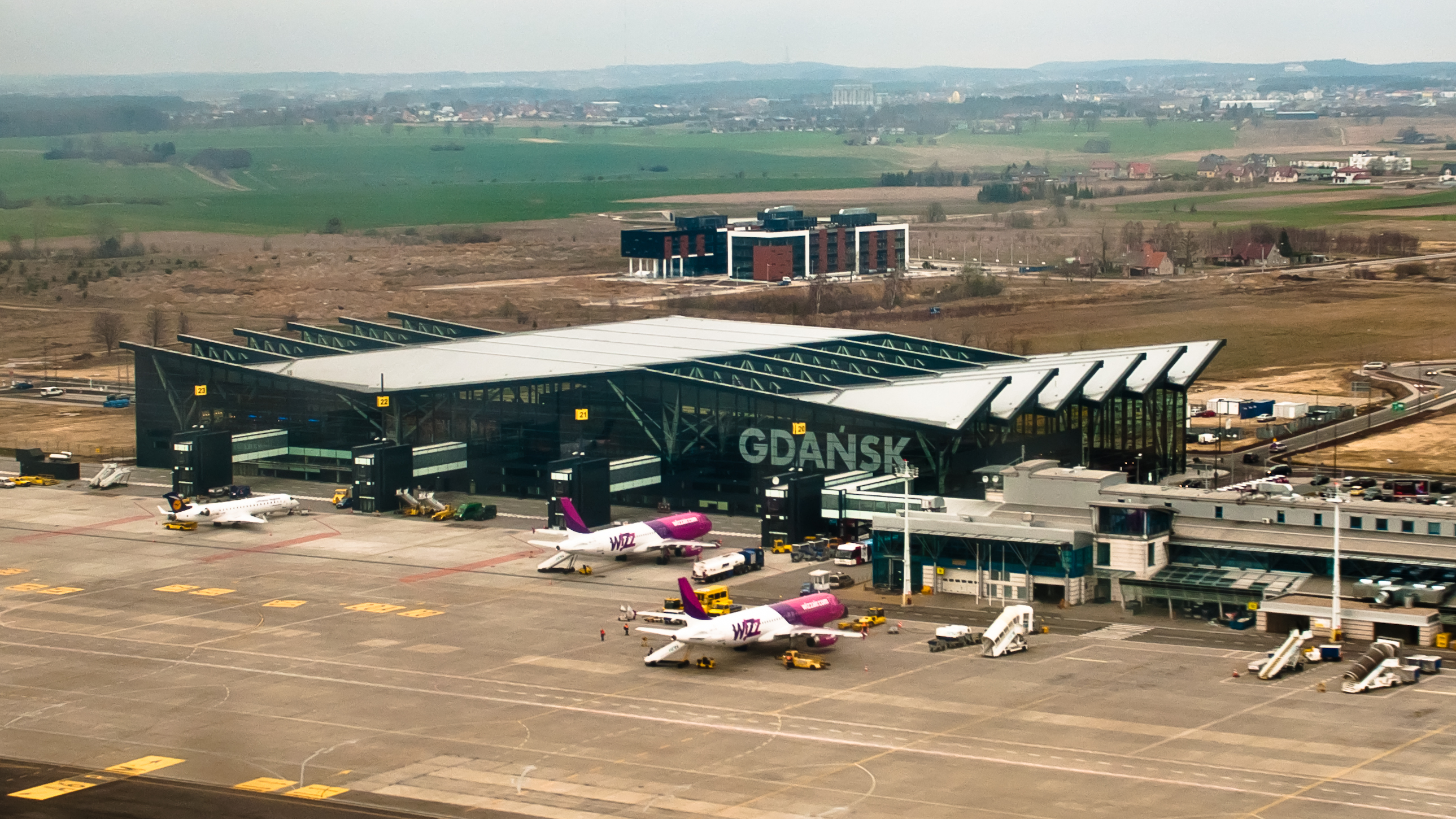
Matarnia i Port lotniczy im. Lecha Wałęsy

Matarnia (dawniej Maternia lub Materna, kaszb. Matarniô, niem. Mattern) – dzielnica administracyjna Gdańska, położona w zachodniej części miasta.
Wieś Opactwa Cystersów w Oliwie w województwie pomorskim w II połowie XVI wieku.

## Położenie
Matarnia leży w części miasta położonej na Pojezierzu Kaszubskim. Od północy graniczy z Osową i Oliwą, od wschodu z Brętowem, od południa z Jasieniem i Kokoszkami a od zachodu z gminą miejsko-wiejską Żukowo.
Należy do okręgu historycznego Wyżyny.
Obszarem dzielnicy prowadzi turystyczny Szlak Wzgórz Szymbarskich.

## Zasięg terytorialny

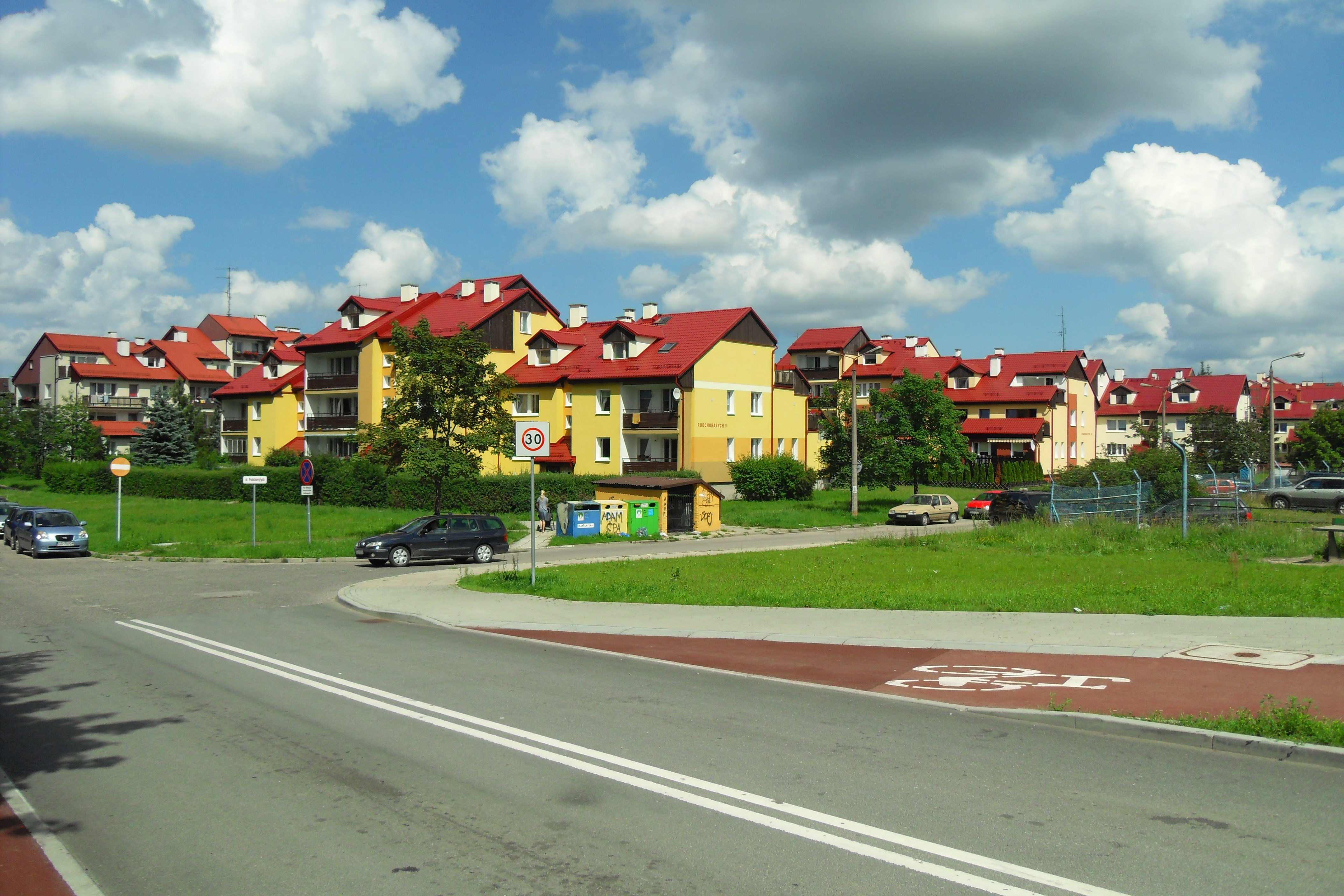
Matarnia, dawne osiedle 40-lecia PRL-u

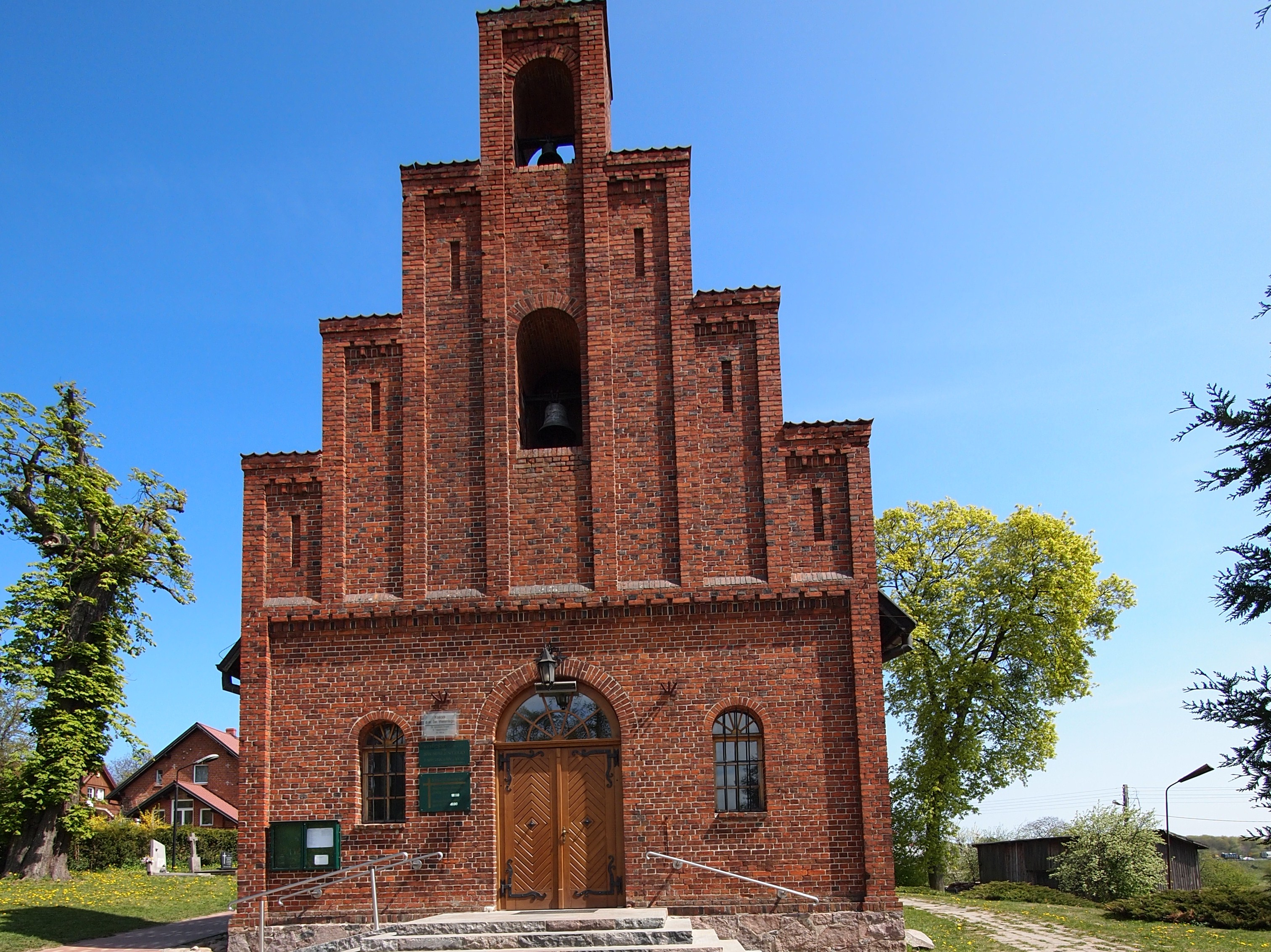
Zabytkowy kościół św. Walentego

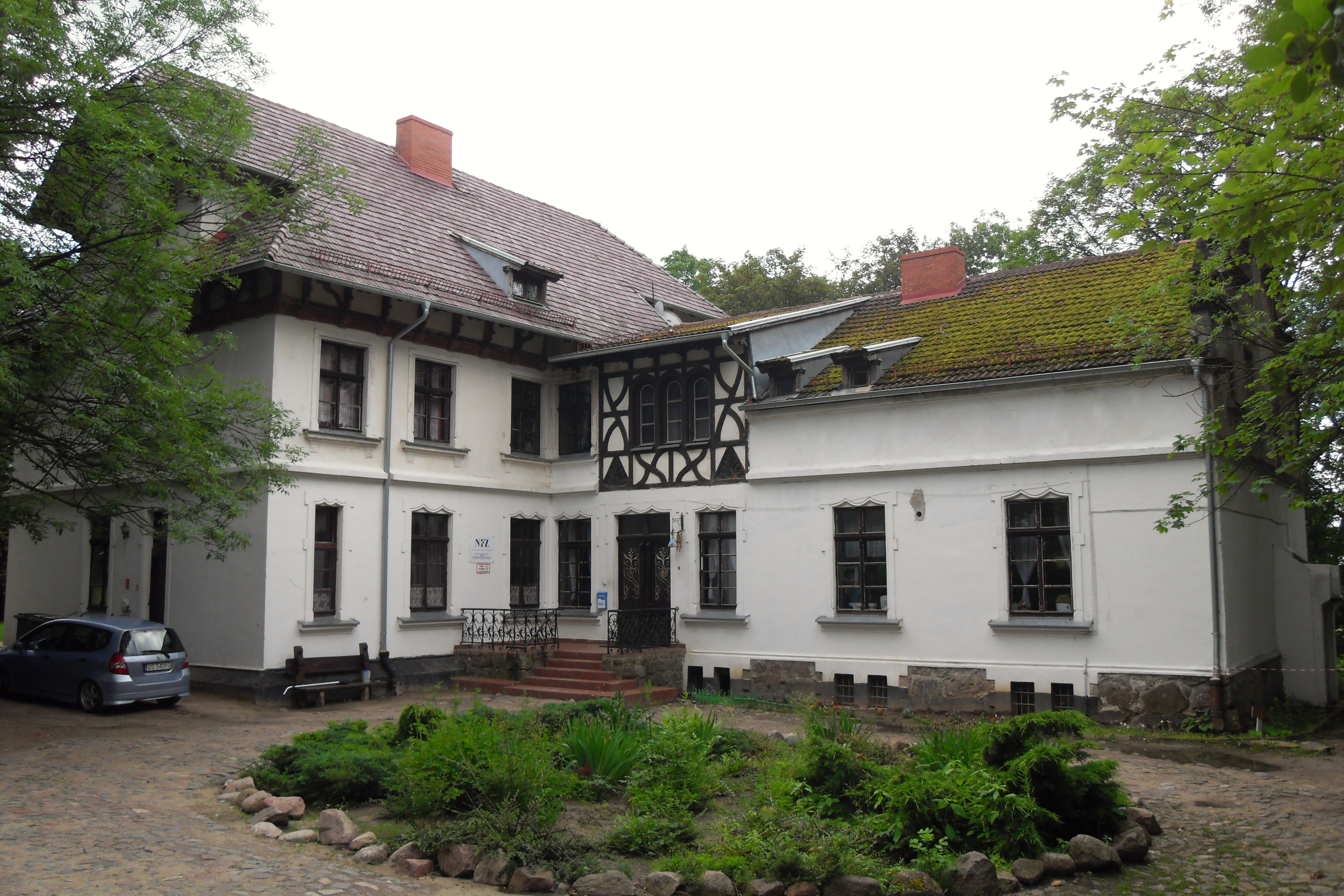
Zabytkowy dwór w Matarni

Do dzielnicy Matarnia należą następujące jednostki terytorialne:
- Firoga – dawna wieś rolnicza
- Klukowo – dawna wieś rolnicza, ogródki działkowe
- Rębiechowo – część wsi rolniczej
- Trzy Norty – dawne wybudowanie Klukowa
- Zajączkowo – dawne wybudowanie Klukowa
- Złota Karczma – osiedle mieszkaniowe, centrum handlowe Park Handlowy Matarnia

## Historia
Pierwotnie wieś nosiła nazwę Chojno Wielkie i należała do cystersów. Po zniszczeniach podczas wojny trzynastoletniej Polski z Zakonem Krzyżackim (1454-1466) zakonnicy wystawili nowy murowany kościół pod wezwaniem św. Materna, biskupa z niemieckiej Kolonii, czczonego głównie przez cystersów. Od wezwania kościoła powstała nowa nazwa osady, która wyparła wcześniejsze Chojno. W historycznych źródłach kościelnych mówi się najczęściej o wsi jako ad sanctum Maternum, tj 'u św. Materna'. Teren dawnej, historycznej Matarni znajduje się na południowo-wschodnim krańcu obecnej dzielnicy.
W 1890 r. został założony cmentarz, po zamknięciu i częściowej likwidacji starego cmentarza przykościelnego.
Na koniec 1892 r wieś Matarnię zamieszkiwały 173 osoby - 141 Kaszubów i 42 Niemców. Pruski spis powszechny z 1910 r. wykazał 300 mieszkańców, z których 237 zadeklarowało język kaszubski jako ojczysty, a 61 niemiecki.
W latach 1920–1939 przez Matarnię przebiegała granica polsko-gdańska.
Matarnia została przyłączona w granice administracyjne miasta w 1973.

### Zabytki[9]
- Kościół św. Walentego (XV wiek, XIX wiek)
- Zespół dworski: dwór, park z aleją dojazdową, obora, chlewnia (2 poł. XVIII wieku, k. XIX wieku)

### Pomniki przyrody
Przy ul. Astronautów znajduje się grupowy pomnik przyrody w postaci 4 lip drobnolistnych o obwodach od 292 do 385 cm. Drzewa noszą nazwę „Klukowskie lipy” i zostały objęte ochroną w 2007 roku.

## Transport i komunikacja
W obrębie dzielnicy znajduje się Port lotniczy Gdańsk im. Lecha Wałęsy.
Przez dzielnicę przebiega obwodnica Trójmiasta wraz z węzłem Lotnisko, będąca częścią drogi ekspresowej S6. Na tym węźle obwodnicę przecina prostopadle Trasa Słowackiego.
W 2015 zostały oddane do użytku trzy przystanki Pomorskiej Kolei Metropolitalnej: Gdańsk Matarnia, Gdańsk Port Lotniczy oraz Gdańsk Rębiechowo. Ten ostatni położony jest blisko granicy miasta ze wsiami Banino i Rębiechowo.
W 2022 wybudowano nowy przystanek Gdańsk Firoga.

## Rada Dzielnicy

### III kadencja 2024–2029[12][13][14][15]
- Przewodniczący Zarządu Dzielnicy 
  - Piotr Karpiński
- Przewodnicząca Rady Dzielnicy
  - Agata Winkiewicz

### II kadencja 2019–2024[16]
- Przewodniczący Zarządu Dzielnicy 
  - Łukasz Richert
- Przewodnicząca Rady Dzielnicy
  - Elżbieta Dębowska

### I kadencja 2015–2019[17]
Wybory do Rady Dzielnicy odbyły się w czerwcu 2016
- Przewodniczący Zarządu Dzielnicy 
  - Daniel Kossakowski
- Przewodniczący Rady Dzielnicy
  - Łukasz Richert